# Lotus Software
Lotus Software (der hed Lotus Development Corporation før det blev overtaget af IBM) er et amerikansk software firma med hjemsted i Cambridge, Massachusetts. Lotus er mest kendt for dets nyskabende Lotus 1-2-3 regnearksprogram, der var den første såkaldte killer app fra IBM PC'ens tidligste dage og som understøttede PC'ens udbredelse. Med hjælp fra Ray Ozzie fra Iris Associates, udviklede de også et af de stærkere groupwaresystemer, Lotus Notes. IBM købte selskabet i 1995 for 3.5 milliarder dollars primært for at få fat i Notes og for at komme ind på det stadigt vigtigere client-server marked, som hurtigt var ved at gøre de host-baserede produkter som IBM's OfficeVision, DEC's ALL-IN-1 og Wang Labs' Wang OFFICE forældede.
Lotus blev grundlagt i 1982 af partnerne Mitch Kapor og Jonathan Sachs med støtte fra Ben Rosen. Lotus' første produkt var præsentationssoftware til Apple II kendt som Lotus Executive Briefing System. Mitch grundlagde Lotus efter at have været ansvarlig for udvikling hos VisiCorp (der markedsførte VisiCalc) idet han solgte rettighederne til sine produkter VisiPlot og VisiTrend til VisiCorp.
Kort efter at Kapor havde forladt VisiCorp, præsenterede han og Sachs et integreret regneark- og grafikprogram. Selv om IBM og VisiCorp samarbejdede om VisiCalc til PC'er og VisiCalc leveredes med PC'er, havde Lotus et overlegent produkt. Lotus udsendte Lotus 1-2-3 i januar 1983. Navnet refererede til programmets tre anvendelsesområder, som regneark, grafisk præsentation og database. Reelt blev de to sidstnævnte funktioner ikke benyttet så tit, men 1-2-3 var det mest stærkeste regneark, der kunne fås. Salget var enormt og det forvandlede Lotus til verdens største uafhængige softwarehus på meget kort tid. Forretningsplanen forudsatte et salg på $1 million det første år; det aktuelle resultat blev $54 million.
I 1982 kom Jim Manzi til Lotus som ledelseskonsulent. Han blev ansat fire måneder senere. I oktober 1984 blev han præsident, og i april 1986 blev han CEO, idet han efterfulgte grundlæggeren Mitchell Kapor der ikke længere var aktiv i selskabet. I juli samme år blev han også bestyrelsesformand. Manzi var chef for Lotus frem til 1995.
- Lotus 1-2-3
- Lotus Symphony
- Lotus Manuscript
- Lotus Agenda
- Lotus Ami Pro
- Lotus Word Pro
- Lotus Notes
- Lotus SmartSuite